# Namanereis quadraticeps
Namanereis quadraticeps är en ringmaskart som beskrevs av Blanchard in Gay 1849. Namanereis quadraticeps ingår i släktet Namanereis och familjen Nereididae. Inga underarter finns listade i Catalogue of Life.